# Dromahair
Dromahair är en ort i republiken Irland.   Den ligger i grevskapet County Leitrim och provinsen Connacht, i den norra delen av landet, 170 km nordväst om huvudstaden Dublin. Dromahair ligger 31 meter över havet och antalet invånare är 748.
Terrängen runt Dromahair är kuperad åt nordost, men åt sydväst är den platt.Runt Dromahair är det mycket glesbefolkat, med 5 invånare per kvadratkilometer. Närmaste större samhälle är Sligo, 11,7 km väster om Dromahair. I omgivningarna runt Dromahair växer i huvudsak blandskog.